# Галенковские
Галенковские (пол. Galenkowski) — русский дворянский род.
Предок их, Харлампий Галенко, выехал из Польши в Малороссию и был бунчуковым товарищем при Богдане Хмельницком. Внесены в VI часть родословной книги Киевской и Полтавской губернии.

## Описание герба
В щите, имеющем серебряное поле изображена фигура красного цвета наподобие буквы Т, посреди которой крестообразно положены две золотые стрелы, остриём вниз и на них зелёный щиток, перевязанный красною лентою. Под сею фигурою пирамидально означены три пушечных ядра.
Щит увенчан дворянскими шлемом и короною с тремя чёрными перьями. Намёт на щите серебряный, подложенный красным. Щит держат два льва. Герб рода Голенковских (Галенковских) внесён в Часть 8 Общего гербовника дворянских родов Всероссийской империи, стр. 128.